# Ангиотензинпревращающий фермент
Ангиотензинпревращающий фермент, также CD143 (сокр. АПФ, англ. ACE) — протеолитический фермент (экзопептидаза) (КФ 3.4.15.1), циркулирующий во внеклеточном пространстве и катализирующий расщепление декапептида ангиотензина I до октапептида ангиотензина II. Обе формы ангиотензина играют важнейшую роль в ренин-ангиотензиновой системе, регулирующей кровяное давление в организме. Вторая важная функция АПФ — это инактивация брадикинина.
Будучи одним из ключевых элементов системы регуляции давления, АПФ является мишенью целого класса антигипертензивных средств — ингибиторов АПФ.
Ген ACE порождает два изофермента АПФ — соматический, обнаруживаемый во многих органах и тканях, и герминальный, присутствующий только в сперме.
В активном центре АПФ находится атом цинка.

## Механизм катализа
АПФ представляет собой цинк-зависимую металлопротеиназу. Цинковый центр катализирует гидролиз пептидов. Отражая критическую роль цинка, АПФ может ингибироваться металлохелатирующими агентами.

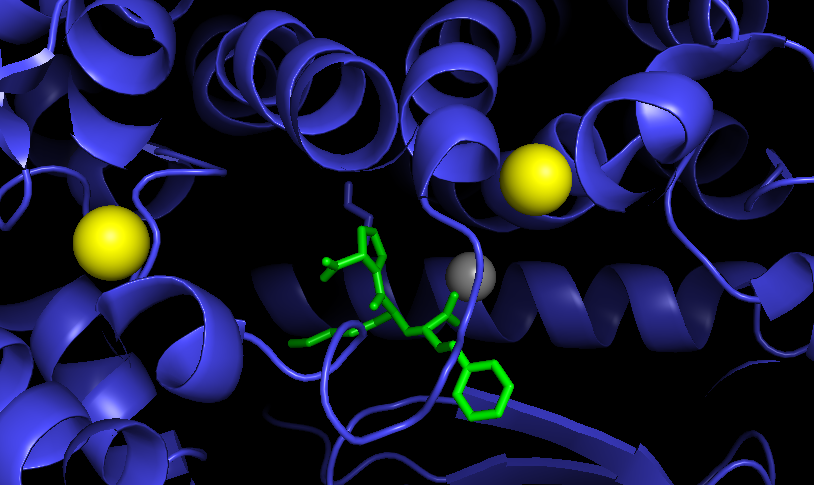
АПФ в комплексе с ингибитором лизиноприлом, катион цинка (Zn^{2+}) показан серым цветом, хлорид-анионы — жёлтым. Основано на рендеринге PyMOL из PDB 1o86. На рисунке видно, что лизиноприл является конкурентным ингибитором, так как он и ангиотензин I схожи по структуре. Оба связываются с активным сайтом АПФ. Структура комплекса АПФ с лизиноприлом была подтверждена методом рентгеновской кристаллографии.

С точки зрения механизма катализа, аминокислотный остаток Glu-384 является критически важным. Как сопряжённое основание, он депротонирует связанную с цинком воду, образуя нуклеофильный центр Zn-OH. Образующаяся аммониевая группа затем служит сопряжённой кислотой для расщепления связи C-N.
Функция хлорид-иона (Cl-) очень сложна и вызывает много споров. Активация анионами Сl- является характерной особенностью ACE. Экспериментально было установлено, что активация гидролиза хлорид ионами сильно зависит от субстрата. В то время как он увеличивает скорость гидролиза, например, последовательности Hip-His-Leu, он ингибирует гидролиз других субстратов, таких как Hip-Ala-Pro. В физиологических условиях фермент достигает около 60 % от своей максимальной активности в отношении ангиотензина I, в то же время, по отношению к брадикинину он достигает полной активности. Поэтому предполагается, что функция активации анионов в АПФ обеспечивает высокую субстратную специфичность. Согласно другим теориям, хлорид анионы могут просто стабилизировать всю структуру фермента.

## Болезнь Альцгеймера и другие виды деменции
Один из полиморфизмов гена ACE ассоциирован с риском болезни Альцгеймера.
Исследования на животных трансгенных моделях позволяют предположить, что АПФ-ингибиторы, защищая сердечно-сосудистую систему, могут в то же время способствовать аккумуляции бета-амилоидных бляшек, поскольку АПФ расщепляет бета-пептид. На эту тему ведутся исследования. С другой стороны, АПФ-ингибиторы центрального действия снижают воспаление, тем самым, возможно, снижая риск деменции.

## ACE-ингибиторы
ACE-ингибиторы применяются для лечения повышенного кровяного давления, и как дополнительное средство для лечения сердечной недостаточности. Положительный результат лечения повышенного кровяного давления и сердечной недостаточности.